# Jean Tholix
Jean Tholix (sinh ngày 6 tháng 2 năm 1984 ở Toamasina) là một cầu thủ bóng đá người Madagascar. Hiện tại anh thi đấu cho AS Adema.

## Sự nghiệp quốc tế
Thi đấu ở vị trí hậu vệ trái, Thoilix là thành viên của Đội tuyển bóng đá quốc gia Madagascar.